# Scott 4
Az 1969-es Scott 4 Scott Walker ötödik nagylemeze (a BBC sorozatai számára írt dalainak a válogatása volt a negyedik). A lemez Walker eredeti nevén (Noel Scott Engel) jelent meg. Ez az első Walker-album, melyen csak saját szerzemények hallhatók. Szerepel az 1001 lemez, amit hallanod kell, mielőtt meghalsz című könyvben.

## Az album dalai
| 1. | The Seventh Seal          | Noel Scott Engel | 4:58 |
| 2. | On Your Own Again         | Noel Scott Engel | 1:48 |
| 3. | The World's Strongest Man | Noel Scott Engel | 2:21 |
| 4. | Angels of Ashes           | Noel Scott Engel | 4:22 |
| 5. | Boy Child                 | Noel Scott Engel | 3:38 |

| 1. | Hero of the War                                                  | Noel Scott Engel | 2:29 |
| 2. | The Old Man's Back Again (Dedicated to the Neo-Stalinist Regime) | Noel Scott Engel | 3:43 |
| 3. | Duchess                                                          | Noel Scott Engel | 2:51 |
| 4. | Get Behind Me                                                    | Noel Scott Engel | 3:14 |
| 5. | Rhymes of Goodbye                                                | Noel Scott Engel | 3:04 |

## Kiadások
| Ország             | Dátum              | Kiadó             | Formátum                    | Katalógusszám |
| ------------------ | ------------------ | ----------------- | --------------------------- | ------------- |
| Egyesült Királyság | 1969. november     | Philips           | LP (Scott Engel albumaként) | SBL 7913      |
| UK                 | 1992. augusztus 3. | Fontana           | CD                          | 510 882-2     |
| UK                 | 2000. június 5.    | Fontana           | HDCD                        | 510 882-2     |
| Egyesült Államok   | 2008. február 15.  | 4 Men With Beards | LP                          | 4M152         |